# Rhipidia (Rhipidia) flabelliformis brachynema
Rhipidia (Rhipidia) flabelliformis brachynema is een ondersoort van de tweevleugelige Rhipidia (Rhipidia) flabelliformis uit de familie steltmuggen (Limoniidae). De ondersoort komt voor in het Neotropisch gebied.